# Otto Kretschmer
Otto Kretschmer, nemški pomorski častnik, kapitan in podmorniški as, * 1. maj 1912, Heidau, Neisse, † 5. avgust 1998, Bavarska. 
Kretschmer, prijel se ga je tudi vzdevek Silent Otto (angleško), oziroma Otto der Schweigsame (nemško), je v tako imenovani vojni za tonažo podmorniški kapitan, ki je dosegal največje uspehe in je vodilni nemški as z največ potopljene ladijske tonaže v drugi svetovni vojni.

## Napredovanja
- Seekadett (9. oktober 1930)
- Fähnrich zur See (1. januar 1932)
- Oberfähnrich zur See (1. april 1934)
- Poročnik (1. oktober 1934)
- Nadporočnik (1. junij 1936)
- Kapitanporočnik (1. junij 1939)
- Kapitan korvete (1. marec 1941)
- Kapitan fregate (1. september 1944)
- Kapitan (1. december 1958)
- Admiral flotilje (25. december 1965)

## Odlikovanja
- 1939 železni križec II. razreda (17. oktober 1939)
- U-Boots-Kriegsabzeichen 1939 (9. november 1939)
- 1939 železni križec I. razreda (17. december 1939)
- viteški križ železnega križa (4. avgust 1940)
- viteški križ železnega križa s hrastovimi listi (4. november 1940)
- viteški križ železnega križa s hrastovimi listi in meči (26. december 1941)

## Poveljstva podmornic
| Podmornica | Trajanje                         | Vojne patrulje | Dni na morju |
| U-35       | 31. julij 1937 - 15. avgust 1937 | /              | /            |
| U-23       | 1. oktober 1937 - 1. april 1940  | 8              | 94           |
| U-99       | 18. april 1940 - 17. marec 1941  | 8              | 119          |

## Podmorniške zmage
- potopljenih:

- 40 tovornih ladij (skupaj 208.869 BRT)
- 3 pomožne vojne ladje (skupaj 46.440 BRT)
- 1 rušilec (skupaj 1.375 t)

- poškodovanih:

- 5 ladij (skupaj 37.965 BRT)

- zajetih:

- 1 ladja (2.136 BRT)